# The Kids
Pour les articles homonymes, voir The Kid.
The Kids est un groupe belge de punk rock, originaire d'Anvers. Il est formé en 1976 par Ludo Mariman et les frères De Haes. À ses débuts, ce groupe d'Anvers est composé de trois adolescents, le plus jeune n'ayant que quatorze ans.

## Historique
En 1977, ils font les premières d'Iggy Pop et Patti Smith. Ils jouent en Belgique, aux Pays-Bas, en Allemagne et en France et font une tournée à New York. En 1978, ils sortent The Kids chez Philips. Ce disque de 25 minutes qui contient 12 chansons est le premier album d'un groupe de punk rock paru en Belgique. Quelques mois plus tard, ils sortent un second album intitulé No Monarchy.
En 1985, le groupe publie Gotcha!, leur dernier album, avant de se séparer. En 1996, le groupe se reforme et commence ses tournées.
En 2004, The Kids joue son premier concert américain, au Southpaw de Brooklyn. Un DVD de ce concert à guichet fermé, The Kids: Live infore ...New York, est publié.
En 2007, un coffret anthologie de leurs anciens albums est publié. En 2008, The Kids participe au Lokerse Feesten Festival avec The Sex Pistols, The New York Dolls et The Buzzcocks. Entre 2008 et 2012, The Kids jouent de nombreux concerts internationaux.

## Discographie
- 1978 : The Kids
- 1978 : Naughty Kids
- 1979 : Living in the 20th Century
- 1981 : Black Out
- 1982 : If the Kids... (live)
- 1985 : Gotcha!
- 2002 : Flabbergasted! Live at AB
- 2004 : The Kids: Live in New York' (DVD)
- 2007 : Anthology

## Membres
- Ludo Mariman - chant, guitare
- Yves Vanlommel - basse
- Luc Van de Poel - guitare
- Tim Jult -batterie